# Dance, Girl, Dance (film, 1933)

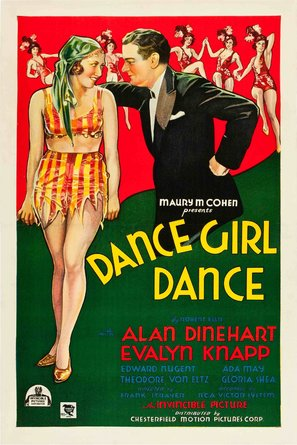
Affiche du film.

Pour l’article homonyme, voir  Dance, Girl, Dance (film, 1940).
Dance, Girl, Dance est un film américain pré-Code réalisé par Frank Strayer et sorti en 1933.

## Fiche technique
- Réalisation : Frank Strayer
- Scénario : Robert Ellis
- Producteur : Maury M. Cohen
- Photographie : 	M. A. Anderson
- Montage : Roland Reed
- Musique : Lee Zahler
- Genre : Film musical[1]
- Production : Invincible Pictures Corp.
- Distributeur : 	Chesterfield Motion Pictures Corp.
- Durée : 7 bobines
- Date de sortie :
  - États-Unis : 1er septembre 1933

## Distribution
- Alan Dinehart : "Val" Wade Valentine
- Evalyn Knapp : Sally Patter
- Edward Nugent: Joe Pitt
- Ada May : Claudette
- Mae Busch : Lou Kendall
- Theodore von Eltz : Phil Norton
- Gloria Shea : Cleo Darville
- George Grandee : Mozart